# The Fear (chanson)
Pour les articles homonymes, voir The Fear.

The Fear est une composition de la chanteuse pop anglaise Lily Allen issue de son album It's Not Me, It's You paru en 2009. C'est le premier single issu de cet opus.